# Индзаги, Симоне
Симо́не Индза́ги (итал. Simone Inzaghi; род. 5 апреля 1976, Пьяченца, Эмилия-Романья) — итальянский футболист и футбольный тренер. Главный тренер футбольного клуба «Аль-Хиляль». Старший брат — итальянский футболист и ныне футбольный тренер Филиппо Индзаги.

## Карьера

### Игровая
Симоне Индзаги начал свою карьеру в 1993 году в местной команде «Пьяченца». В первый сезон Индзаги получил игровую практику, поэтому молодой форвард был отправлен в аренду в полупрофессиональный клуб «Карпи», в котором он отыграл 9 игр. Следующий сезон Симоне Индзаги провёл в клубе «Новара», на тот момент выступавший в Серии D. В этом клубе Индзаги и забил свой первый гол. Два следующих сезона Симоне Индзаги провёл в клубах «Лумедзане» и «Брешелло».
В 1998 году он возвратился в «Пьяченцу», сезон 1998/99 выдался для Индзаги очень удачным. Симоне в 30 играх сумел отличиться 15 раз. В сезоне 1999/00 Симоне Индзаги подписал контракт с клубом Серии А римским «Лацио». Первый сезон в составе «орлов» Симоне провёл самым лучшим образом. Индзаги забил 7 мячей в 22 матчах чемпионата, а также 9 мячей в 11 матчах розыгрыша Лиги чемпионов УЕФА. 14 марта 2000 года Индзаги сделал покер в ворота марсельского «Олимпика», став вторым футболистом после Марко ван Бастена, забившим более трёх мячей в одном матче Лиги чемпионов. По состоянию на сентябрь 2024 года Индзаги остаётся единственным итальянцем, сделавшим покер в матче Лиги чемпионов. Также Симоне и Филиппо Индзаги остаются единственной парой братьев, делавшими хет-трик в Лиге чемпионов. В сезоне 1999/00 Индзаги в составе «Лацио» стал победителем Серии А, Кубка и Суперкубка Италии. В этом же сезоне Симоне дебютировал и в национальной сборной Италии в матче против испанцев.
В 2004 году он был отправлен в аренду в «Сампдорию», но отъезд его был не долгим, и уже следующий сезон он вновь начал в составе «Лацио». Правда играть он стал всё меньше, за 2 следующих года он появился на поле лишь 12 раз. Пришло время сменить обстановку, и Симоне перебрался в «Аталанту». Индзаги пытался вновь найти свою игру, но это ему не удалось: он появлялся на поле в 19 играх, но забитыми мячами не отметился. В сезоне 2008/09 Симоне Индзаги вновь вернулся в «Лацио». В этом сезоне он забил свой первый мяч с 2004 года в ворота «Лечче».
23 мая 2010 года Индзаги принял решение завершить футбольную карьеру.

### Тренерская
7 января 2014 года назначен главным тренером молодёжного состава «Лацио».
С 3 апреля 2016 года — главный тренер первой команды «Лацио». 9 июля 2016 года возвращается в «Лацио» после того как, команду должен был возглавить Марсело Бьелса. Однако после того как клуб отрапортовал назначение аргентинского специалиста на должность главного тренера, Бьелса в одностороннем порядке разорвал контракт с клубом.
11 января 2020 года «Лацио» под его руководством одержал в Серии А 10-ю победу подряд, переиграв на своём поле «Наполи». Этот показатель стал лучшим среди всех тренеров в истории клуба.
28 мая 2021 года Индзаги покинул пост главного тренера «Лацио».
3 июня 2021 года было объявлено, что Симоне стал главным тренером «Интернационале», подписав контракт на два года. В первом сезоне выиграл Суперкубок и Кубок Италии, в чемпионате Италии клуб финишировал на 2-м месте, уступив «Милану». В Лиге чемпионов «Интер» вылетел в 1/8 финала от «Ливерпуля» с общим счётом 1:2 (0:2, 1:0) по сумме двух встреч.
В следующем сезоне «Интер» снова завоевал Суперкубок и Кубок Италии, а также впервые за 13 лет вышел в финал Лиги чемпионов, где проиграл «Манчестер Сити» со счётом 0:1. 5 сентября 2023 года Индзаги продлил контракт с «Интером» до 2025 года.
В сезоне 2023/24 Индзаги привёл «Интер» к победе в чемпионате.
В сезоне 2024/25 Индзаги во второй раз вывел «Интер» в финал Лиги чемпионов, в котором «чёрно-синие» проиграли французскому клубу «Пари Сен-Жермен» со счётом 5:0. В чемпионате Италии «Интер» занял 2-е место, отстав на 1 очко от «Наполи». В Суперкубке Италии, как и в полуфинале Кубка Италии, проиграли «Милану». Таким образом, клуб не выиграл ни одного трофея впервые с сезона 2019/20. 3 июня 2025 года Индзаги покинул пост главного тренера «Интернационале».
На следующий день, 4 июня 2025 года, Индзаги возглавил саудовский «Аль-Хиляль», подписав с ним контракт на 2 года.

## Статистика

### Игровая
| Выступление      | Выступление      | Выступление      | Лига | Лига | Кубок страны | Кубок страны | Еврокубки | Еврокубки | Другие | Другие | Итого | Итого |
| Клуб             | Лига             | Сезон            | Игры | Голы | Игры         | Голы         | Игры      | Голы      | Игры   | Голы   | Игры  | Голы  |
| ---------------- | ---------------- | ---------------- | ---- | ---- | ------------ | ------------ | --------- | --------- | ------ | ------ | ----- | ----- |
| Карпи            | Серия C          | 1994/95          | 9    | 0    | 0            | 0            | 0         | 0         | 0      | 0      | 9     | 0     |
| Карпи            | Итого            | Итого            | 9    | 0    | 0            | 0            | 0         | 0         | 0      | 0      | 9     | 0     |
| Новара           | Серия D          | 1995/96          | 23   | 3    | 0            | 0            | 0         | 0         | 0      | 0      | 23    | 3     |
| Новара           | Итого            | Итого            | 23   | 3    | 0            | 0            | 0         | 0         | 0      | 0      | 23    | 3     |
| Лумедзане        | Серия D          | 1996/97          | 23   | 6    | 0            | 0            | 0         | 0         | 0      | 0      | 23    | 6     |
| Лумедзане        | Итого            | Итого            | 23   | 6    | 0            | 0            | 0         | 0         | 0      | 0      | 23    | 6     |
| Брешелло         | Серия C          | 1997/98          | 21   | 10   | 1            | 0            | 0         | 0         | 0      | 0      | 22    | 10    |
| Брешелло         | Итого            | Итого            | 21   | 10   | 1            | 0            | 0         | 0         | 0      | 0      | 22    | 10    |
| Пьяченца         | Серия A          | 1998/99          | 30   | 15   | 0            | 0            | 0         | 0         | 0      | 0      | 30    | 15    |
| Пьяченца         | Итого            | Итого            | 30   | 15   | 0            | 0            | 0         | 0         | 0      | 0      | 30    | 15    |
| Лацио            | Серия A          | 1999/00          | 22   | 7    | 6            | 3            | 11        | 9         | 1      | 0      | 40    | 19    |
| Лацио            | Серия A          | 2000/01          | 13   | 4    | 1            | 0            | 9         | 3         | 0      | 0      | 23    | 7     |
| Лацио            | Серия A          | 2001/02          | 20   | 5    | 2            | 1            | 6         | 0         | 0      | 0      | 28    | 6     |
| Лацио            | Серия A          | 2002/03          | 18   | 4    | 3            | 1            | 8         | 4         | 0      | 0      | 29    | 9     |
| Лацио            | Серия A          | 2003/04          | 24   | 6    | 4            | 1            | 5         | 3         | 0      | 0      | 33    | 10    |
| Лацио            | Серия A          | 2004/05          | 12   | 1    | 1            | 0            | 3         | 1         | 0      | 0      | 16    | 2     |
| Лацио            | Серия A          | 2005/06          | 7    | 0    | 2            | 1            | 0         | 0         | 0      | 0      | 9     | 1     |
| Лацио            | Серия A          | 2006/07          | 5    | 0    | 0            | 0            | 0         | 0         | 0      | 0      | 5     | 0     |
| Лацио            | Серия A          | 2008/09          | 9    | 1    | 1            | 0            | 0         | 0         | 0      | 0      | 10    | 1     |
| Лацио            | Серия A          | 2009/10          | 3    | 0    | 0            | 0            | 0         | 0         | 0      | 0      | 3     | 0     |
| Лацио            | Итого            | Итого            | 133  | 28   | 20           | 7            | 42        | 20        | 1      | 0      | 196   | 55    |
| Сампдория        | Серия A          | 2004/05          | 5    | 0    | 2            | 0            | 0         | 0         | 0      | 0      | 7     | 0     |
| Сампдория        | Итого            | Итого            | 5    | 0    | 2            | 0            | 0         | 0         | 0      | 0      | 7     | 0     |
| Аталанта         | Серия A          | 2007/08          | 19   | 0    | 0            | 0            | 0         | 0         | 0      | 0      | 19    | 0     |
| Аталанта         | Итого            | Итого            | 19   | 0    | 0            | 0            | 0         | 0         | 0      | 0      | 19    | 0     |
| Всего за карьеру | Всего за карьеру | Всего за карьеру | 263  | 62   | 23           | 7            | 42        | 20        | 1      | 0      | 329   | 89    |

### Тренерская
| Команда              | Начало работы | Завершение работы | Показатели | Показатели | Показатели | Показатели | Показатели |
| Команда              | Начало работы | Завершение работы | М          | В          | Н          | П          | % побед    |
| -------------------- | ------------- | ----------------- | ---------- | ---------- | ---------- | ---------- | ---------- |
| Лацио                | 4 апреля 2016 | 30 июня 2016      | 7          | 4          | 0          | 3          | 057,14     |
| Лацио                | 8 июля 2016   | 3 июня 2021       | 244        | 131        | 43         | 70         | 053,69     |
| Интернационале       | 3 июня 2021   | 3 июня 2025       | 217        | 141        | 41         | 35         | 064,98     |
| Аль-Хиляль (Эр-Рияд) | 4 июня 2025   |                   | 5          | 2          | 2          | 1          | 040,00     |
| Итого                | Итого         | Итого             | 473        | 278        | 86         | 109        | 058,77     |

## Достижения

### В качестве игрока
«Лацио»
- Чемпион Италии: 1999/00
- Обладатель Кубка Италии (3): 1999/00, 2003/04, 2008/09
- Обладатель Суперкубка Италии: 2000
- Обладатель Суперкубка УЕФА: 1999

### В качестве тренера
«Лацио»
- Обладатель Кубка Италии: 2018/19
- Обладатель Суперкубка Италии (2): 2017, 2019

«Интернационале»
- Чемпион Италии: 2023/24
- Обладатель Кубка Италии (2): 2021/22, 2022/23
- Обладатель Суперкубка Италии (3): 2021, 2022, 2023

### Личные
- Футбольный тренер года в Италии: 2024
- Обладатель премии «Золотая скамья»: 2023/24

## Семья
- У Симоне есть сын Томмазо (род. 29 апреля 2001 года) от фотомодели и актрисы Алессии Маркуцци.
- В 2018 женился на Гайе Лукарьелле.
- Старший брат — Филиппо, также футболист, нападающий, чемпион мира 2006, двукратный победитель Лиги чемпионов и трёхкратный чемпион Италии.